# 邁爾格羅夫 (明尼蘇達州)
邁爾格羅夫（英語：Meire Grove，/ˈmaɪər/ MIRE）是一個位於美國明尼蘇達州斯特恩斯縣的城市。

## 人口
根據2020年美國人口普查的數據，邁爾格羅夫的面積為1.01平方千米，皆為陸地。當地共有人口180人，而人口密度為每平方千米178人。